# 稲田紀男
稲田 紀男（いなだ のりお、1950年3月21日 - ）は、日本の企業家。株式会社ブレーンセンターの創業者、社長、編集長である。他にもシネ・ヌーヴォ取締役、シネ・ピピア取締役、テレビ大阪放送番組審議会副委員長、大阪国際メディア図書館（旧宝塚メディア図書館）理事、コミュニティシネマ大阪理事、朝日21関西スクエア会員を務める。

## 経歴
1950年（昭和25年）3月21日、新潟県生まれ。兵庫県で育つ。兵庫県立伊丹高等学校卒業。
1975年（昭和50年）10月に大阪市北区天満（旧町名：空心町）で、清水信夫（現「マイ奈良」編集長、株式会社ブレーンセンター取締役）と2人で、出版社としてブレーンセンターを立ち上げる。1977年（昭和52年）のタウン誌「マイ奈良」創刊を皮切りに出版事業と奈良町活性化運動を展開しつつ、1980年代には、計220回、500名の講師（岡本太郎、武満徹、唐牛健太郎など）による公開対話セミナーや、コンセプトを昭和の遺言書として、大阪府や経済界など各界と連携し、人間国宝らを招いた座談会「なにわ塾」講座のプロデュースと、その講演録を編纂した「なにわ塾叢書」（全83巻）の刊行を手がけるなど、起業まもなくして、「カネなしコネなし学歴なし」の状態で、社会への文化活動と、企業としての経済活動を両立し、文化プロデューサーとしてのスタイルを確立していった。。
1982年（昭和57年）、大島渚監督を委員長とした日本映画講座の開催を手がけ、日本映画の活性化の為の活動を始める。この講演録として1987年（昭和62年）に「日本映画を読む」を刊行。1983年（昭和58年）、司馬遼太郎、梅棹忠夫、小松左京、木村重信などによる大阪府文化問題懇話会の提言・座談会をまとめた「地球時代の大阪文化」の刊行を手がける。また、講座やイベントと出版を連携した事業展開を本格化していく中、文化や経済分野だけでなく、人権問題の分野についてもプロデュースする分野を広げていった。1984年（昭和59年）、各庁、団体と連携し、等身大の韓国朝鮮を知る人権の教科書「サラム草書」シリーズ（現在全28巻）の刊行を始める。他にも、在日コリアンの人名字典、龍谷大学教授、大阪外国語大学外国人講師（刊行当時の経歴）の金東勲が監修した「韓国・朝鮮人名仮名表記字典」をプロデュースし刊行した。「貴重な文化の遺伝子を残す。どこの出版社も出さないけれど、次の時代に残さなければならない本があるはず。20年、30年経ってもキラリと光る本を、自らの手で作り続けたい。」というスローガンをもって、この時期（1980年代）に出版された書籍も、2016年（平成28年）も再版し続け書店に並び、サラム草書シリーズなどは、全国の教室、図書室など教育機関でも読まれ続けている。
同時期に、子どもたちの為の性教育の絵本「赤ちゃんバンザイ」シリーズの刊行の開始や、1986年（昭和61年）の若者文化をまとめた季刊「元気マガジン」を創刊、中島らもを招いてのシンポジウムなどを開催するなど、若者文化にもプロデュース活動をする分野を広げていった。1987年（昭和62年）には、国際花と緑の博覧会にパビリオン出展する「花博写真美術館」ビジュアルデータバンク開館にあたり企画に参加し、理事に就任する。

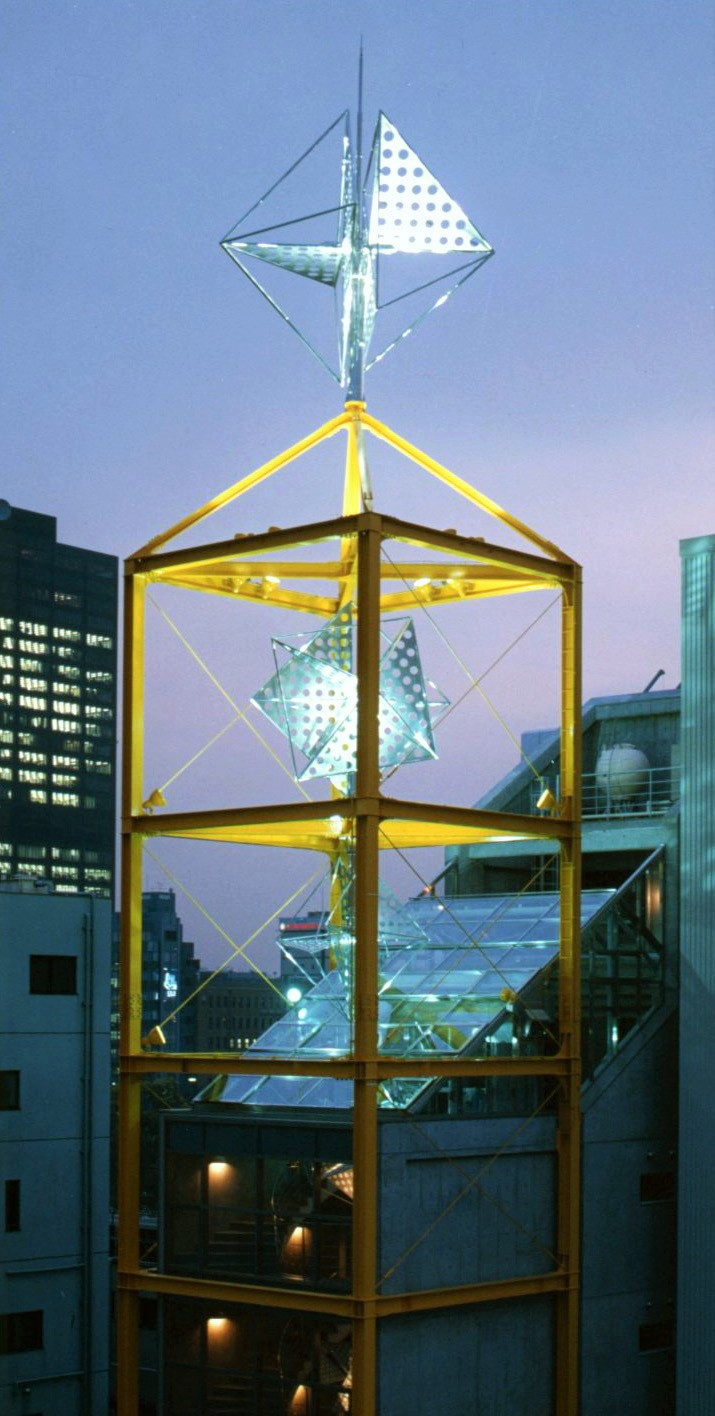
ブレーンセンター本社ビル「風の万華鏡」

1990年代からは、アートの分野にもプロデュース活動を広げていく。1990年（平成2年）、東松照明の写真集「さくら・桜・サクラ」刊行に伴い、梅田ロフトでの作品展を皮切りに、全国巡回展の開催をプロデュース。この頃に新宮晋との出会いがあり、1991年（平成3年）、新宮晋の日本国内では初の作品集となる「Shingu 自然のリズム」の刊行を手がけ、文化と経済の両立を象徴するシンボルを作る事をコンセプトに、新宮晋の綜合設計で、彫刻作品とビルが一体となったブレーンセンター本社ビル「風の万華鏡」（大阪市北区天満）を着工させた。1992年（平成4年）3月に写真専門のギャラリー「ブレーンセンターギャラリー」をオープンさせる。オープニング展には新宮晋写真展を開催（新宮晋初の写真展）。同ビルは1992年（平成4年）4月に竣工し、2016年（平成28年）現在も同社の本社ビルとして機能している。

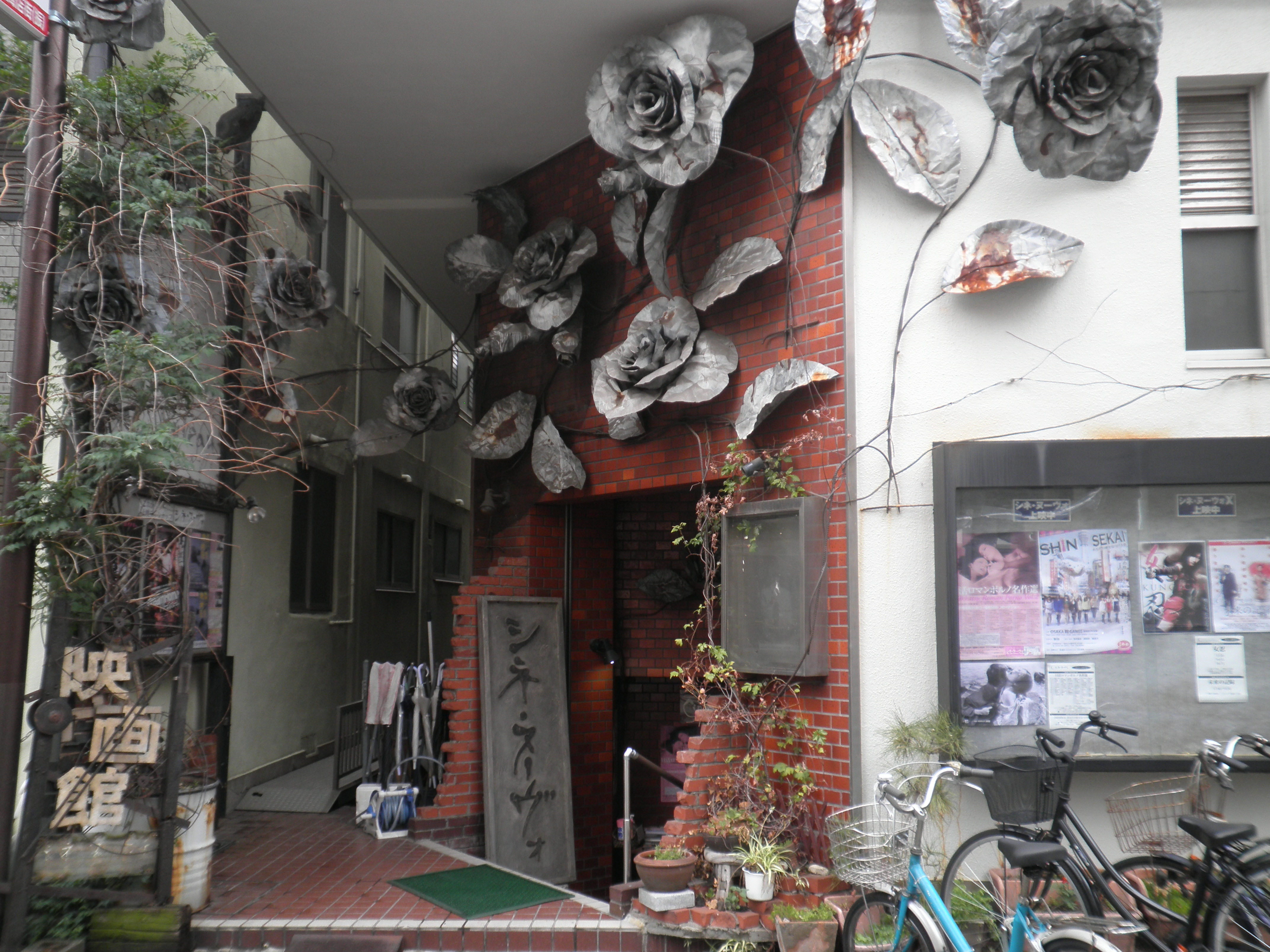
運営に参加しているシネ・ヌーヴォ

また、1997年（平成9年）からは、アート映画館「シネ・ヌーヴォ」（大阪市西区九条）の運営に参加、2000年（平成12年）、日本初の公設民営の映画館「シネ・ピピア」の設立・経営に参加、2003年（平成15年）、新宮晋の世界巡回展「ウィンドキャラバン」の報告書「Wind Caravan」の発行を手がけ、2004年（平成16年）、「コミュニティシネマ大阪」設立に参加したりするなど、アート分野でのプロデュース活動に加え、自らも他団体の経営に参加するなどして、文化活動と経済活動の両立を図っていった。
また同時期の1998年（平成11年）10月から、テレビ大阪放送番組審議会の委員を務め、2015年（平成27年）9月からはテレビ大阪放送番組審議会の副委員長に就任する。2008年（平成20年）には、「新なにわ塾」講座を、大阪府や4巻以降は各大学とも連携しながらプロデュースし、その講演録を編纂した「新なにわ塾叢書」（全7巻）の刊行を手がけ、官学民で関西の文化・学問・伝統の継承活動を図った。連携した各巻ごとの編著者は、1巻～3巻が、大阪府立文化情報センターと新なにわ塾叢書企画委員会（橋爪紳也、江弘毅、栗本智代、音田昌子）。4巻～5巻が、大阪府立大学観光産業戦略研究所と関西大学大阪都市遺産研究センターと大阪府と新なにわ塾叢書企画委員会（橋爪紳也、薮田貫、音田昌子、江島芳孝）。6巻～7巻が、大阪府立大学観光産業戦略研究所と関西大学大阪都市遺産研究センターと大阪府と新なにわ塾叢書企画委員会（橋爪紳也、薮田貫、音田昌子、奥平薫）。
2009年（平成21年）以降も、出版のプロデュースは続け、後藤正治ノンフィクション全集「後藤正治ノンフィクション集」（全10巻）の刊行をはじめ、太田順一写真集「父の日記」、福岡道雄エッセイ集「つくらない彫刻家」、新宮晋手書き本「ぼくの頭の中」、太田順一ノンフィクション「写真家 井上青龍の時代」などの刊行を手がけた。被爆から70年と震災から20年経つ2015年（平成27年）には、三田村陽写真集「hiroshima element」、太田順一写真集「無常の菅原商店街」の刊行を手がけている。映画分野では、2014年（平成26年）3月11日、コミュニティシネマ大阪と大阪市とが連携し開催している「大阪アジアン映画祭」の第9回において、「新宮晋ドキュメンタリー映画、ブリージング・アース」（トーマス・リーデルスハイマー監督）を特別上映。2015年（平成27年）9月に、同映画をシネ・ヌーヴォで国内初の劇場公開を行った。